# 俱に
「俱に」（ともに）は、中島みゆきの楽曲で、フジテレビ系ドラマ『PICU 小児集中治療室』の主題歌として提供された。2003年に発表した「銀の龍の背に乗って」と両A面で、中島の47作目のシングル『俱に/銀の龍の背に乗って』として2022年12月14日にヤマハミュージックコミュニケーションズから発売された。

## 背景
2020年、新型コロナウイルス感染症に伴う緊急事態宣言によってラスト・ツアーが途中で中止となり、ライブ・アルバム『中島みゆき 2020ラスト・ツアー「結果オーライ」』をリリース後、2021年に『BOSS』発売30周年のテレビCMにて「宇宙大統領」として出演。その後、3年ぶりとなるシングル『俱に/銀の龍の背に乗って』の発売が発表された。
2022年11月28日に「俱に」の先行配信が開始され、同時に中島が発表したシングル楽曲の音楽配信とサブスクリプションが解禁された。

## 音楽性
「俱に」は、中島自身初となる月9ドラマの主題歌で、北海道を舞台に「生きるとは」「命とは」「家族とは」という普遍的な問いに真っ正面から向き合ったドラマの世界観を支える楽曲となっている。同時に、コロナ禍の中で『こころに寄り添う』メッセージソングとして制作された。

## 俱に/銀の龍の背に乗って
フジテレビ系ドラマ『PICU 小児集中治療室』の主題歌「俱に」と、映画『Dr.コトー診療所』の主題歌「銀の龍の背に乗って」を収録されたシングルで、2曲とも医療関連作品の主題歌である。
「俱に」の採用で、中島みゆきのシングル表題曲としては6連続のテレビドラマ主題歌となった。

### 収録曲
| 全作詞・作曲: 中島みゆき、全編曲: 瀬尾一三。 |                                |            |            |      |
| #                                            | タイトル                       | 作詞       | 作曲・編曲 | 時間 |
| 1.                                           | 「俱に」                       | 中島みゆき | 中島みゆき | 6:31 |
| 2.                                           | 「銀の龍の背に乗って」         | 中島みゆき | 中島みゆき | 6:15 |
| 3.                                           | 「俱に」(TV MIX)               | 中島みゆき | 中島みゆき | 6:31 |
| 4.                                           | 「銀の龍の背に乗って」(TV MIX) | 中島みゆき | 中島みゆき | 6:15 |
| 合計時間:                                    | 合計時間:                      | 25:32      |            |      |

### チャート
| チャート                                | 最高 順位                         | 出典  |
| --------------------------------------- | --------------------------------- | ----- |
| 日本・オリコン 週間CDシングルランキング | 8                                 | [ 7 ] |
| Billboard Japan Hot 100                 | 87                                | [ 8 ] |
| Billboard Japan Download Songs          | - 11 - （「俱に」）               | [ 9 ] |
| Billboard Japan Download Songs          | - 26 - （「銀の龍の背に乗って」） | [ 9 ] |

### メディアでの使用
| # | 曲名                   | タイアップ                                      | 出典   |
| - | ---------------------- | ----------------------------------------------- | ------ |
| 1 | 「俱に」               | フジテレビ系ドラマ『PICU 小児集中治療室』主題歌 | [ 12 ] |
| 2 | 「銀の龍の背に乗って」 | 劇場版『Dr.コトー診療所』主題歌                 | [ 10 ] |